# Březí, Praha-východ
Březí là một làng thuộc huyện Praha-východ, vùng Středočeský, Cộng hòa Séc.